# 극장판 뛰뛰빵빵 구조대 미션: 둥둥이를 구하라!
《극장판 뛰뛰빵빵 구조대 미션: 둥둥이를 구하라!》은 2014년 8월 7일에 개봉한 대한민국의 3D 애니메이션 영화이다.

## 줄거리
아기곰 둥둥이가 실종됐다고?!
신나고 평화로운 허리버리 타운을 지키는 뛰뛰와 친구들!
놀이 공원에서 잃어버린 아기곰 둥둥이를 찾기 위해 출동이다!
하지만 놀이공원은 외계에서 온 악당 카로안 족의 비밀 기지!
카로안 족이 마을 주민들을 해치기 전에 빨리 그들을 막아야 해!
둥둥이를 구하고, 마을을 지키기 위해
뛰뛰와 친구들이 나간다!
출동준비 완료! 뛰뛰빵빵 구조대!
[ABOUT MOVIE 1]
북미 유럽으로 수출! 높은 작품성 인정!
세계로 뻗어가는 국내 대표 애니메이션!
<극장판 뛰뛰빵빵 구조대 미션: 둥둥이를 구하라!>는 KBS에서 시즌2까지 방영되며 큰 인기를 모은 TV 애니메이션 <뛰뛰빵빵 구조대>를 스크린에서도 선보일 수 있게 버라이어티한 스케일과 다이나믹한 스토리를 더해 극장판으로 제작된 작품이다.
극장판으로 제작한다는 소식을 들은 광주정보문화산업진흥원은 프로젝트 제작지원에 참여하여 <극장판 뛰뛰빵빵 구조대 미션: 둥둥이를 구하라!>에 큰 힘을 더했음은 물론, 영화진흥위원회로부터 2013 애니메이션 개봉 지원작으로 선정되는 쾌거를 이뤄내며 명실상부 국내 대표 애니메이션으로 자리잡는데 성공하게 된다.
이러한 아낌없는 지원의 결과, 국내뿐 아니라 세계에서도 주목 받는 결과를 얻게 되는데. 바로 지난 2014년 6월 26일 마카오에서 열린 제2회 아시아 레인보우 TV 어워드에서 TV 애니메이션 부문 우수 캐릭터 디자인상을 수상한 것이다. 또한 참신한 아이디어와 신선한 소재, 완성도 높은 작품성은 세계에서도 인정받아 북미와 유럽에까지 수출하는 기염을 토했다. 그만큼 세계에서도 인정받은 <극장판 뛰뛰빵빵 구조대 미션: 둥둥이를 구하라!>에 대한 기대감은 개봉일이 다가올수록 더욱 높아져 가고 있다.

[ABOUT MOVIE 2]
TV시리즈보다 모든 것이 업그레이드된 극장판이 온다!
여름방학 필수 애니메이션!
볼거리는 기본, 웃음과 교훈까지 있는 최고의 선물!
올여름 극장가를 찾아갈 애니메이션 <극장판 뛰뛰빵빵 구조대 미션: 둥둥이를 구하라!>는 수상한 놀이공원에서 미아가 된 아기곰 둥둥이를 찾고 외계인 악당들로부터 마을의 평화를 지키기 위해 출동하는 뛰뛰빵빵 구조대의 흥미진진한 모험을 그린 작품이다. TV시리즈보다 한층 더 업그레이드된 스토리와 어린이 관객들의 눈을 사로잡는 다채로운 색감과 화려한 영상으로 돌아온 <극장판 뛰뛰빵빵 구조대 미션: 둥둥이를 구하라!>는 여름방학 필수 애니메이션으로 떠오르며 가족 관객들의 기대를 모으고 있다. TV 시리즈 애니메이션들이 극장으로 진출하는 이유는 새로운 캐릭터와 배경으로 기존 시리즈와 차별화된 색다른 재미를 선보일 수 있으며, 짧은 시간 동안 방영되는 TV시리즈가 가진 스토리와 비주얼의 한계를 극복하고 더 다양하고 풍성한 이야기들을 담을 수 있기 때문이다.
이처럼 스케일과 스토리 면에서 업그레이드 된 <극장판 뛰뛰빵빵 구조대 미션: 둥둥이를 구하라!>는 놀이공원이라는 공간과 다양한 캐릭터를 통해 버라이어티한 스케일과 신나고 짜릿한 즐거움을 선사하며 많은 어린이들의 무한한 상상력을 자극할 예정이다. 또한 좌충우돌 모험담과 일촉즉발의 위기 상황 속에서도 인내심과 유쾌함, 우정까지도 잃지 않는 뛰뛰빵빵 구조대의 당찬 모습은 어린이 관객들에게 보람차고 유익한 시간을 선물할 예정이다

[ABOUT MOVIE 3]
‘뽀로로’, ‘타요버스’를 뛰어넘을 귀요미 캐릭터들의 활약!
마을을 지키는 뛰뛰빵빵 구조대VS외계인 악당 카로안 족
올 여름 놀이공원에서 펼쳐지는 신나는 어드벤처 애니메이션 <극장판 뛰뛰빵빵 구조대 미션: 둥둥이를 구하라!> 속 개성만점 다채로운 매력을 지닌 귀요미 캐릭터들의 활약이 어린이 관객들의 눈을 즐겁게 할 예정이다. 구조대의 리더 ‘뛰뛰’, 변신의 귀재 ‘빵빵’, 천재 오리 ‘톡톡’, 간호 양 ‘쉬퐁’, 4차원 기린 ‘키리’ 등 각양 각색의 개성과 재능을 가진 캐릭터들이 선사하는 이야기는 무한한 상상력을 자극시키고 버라이어티 한 활약상을 보여줘 관객들에게 잊지 못할 재미를 선사한다. 여기에 놀이공원을 기지로 삼아 마을을 위험에 빠트린 무시무시한 외계인 악당 카로안 족은 기존의 TV시리즈에서 볼 수 없었던 다양한 악당 비주얼로 등장해 재미를 더한다. 또한 미션의 주인공인 아기곰 둥둥이는 깨알 같은 귀여움을 선사하며 어린이들에게 친숙함을 선사해 영화를 관람하는 내내 어린이들의 눈을 한시도 뗄 수 없게 만든다. 이처럼 뛰뛰빵빵 구조대의 용감무쌍한 도전 정신은 어린이 관객들에게 어떠한 위험과 역경이 닥쳐도 헤쳐나갈 수 있다는 믿음과 자신감을 키워줄 것이다. 위험에 빠진 친구들을 구하고 마을의 평화를 지키기 위해 힘차게 싸우는 뛰뛰빵빵 구조대의 용기 있고 정의로운 모습은 자라나는 어린이들에게 꿈과 희망을 심어주며 긍정적인 에너지를 전달할 예정이다.

[ABOUT MOVIE 4]
어린이들의 안전까지 책임진다!
경기지방경찰청 아동범죄예방 홍보 대사 위촉된
뛰뛰빵빵 구조대의 스페셜 릴레이 시사 성공!
‘포돌이’와 ‘뛰뛰’, ’쉬퐁’이 만나다!
TV 시리즈 <뛰뛰빵빵 구조대>는 지난해 경기지방경찰청 아동범죄예방 홍보대사로 위촉, 어린이들의 안전예방교육 프로그램에 참여해 눈길을 끌고 있다. 더불어 <극장판 뛰뛰빵빵 구조대 미션: 둥둥이를 구하라!>의 개봉을 기념하여 안전예방교육 후 영화를 관람하는 스페셜 릴레이 시사회를 개최하여 화제를 모았다.
이번 스페셜 릴레이 시사회는 서울, 경기지역 900여 개 유치원과 어린이집 등 보육시설을 통해 어린이들을 모집하고 총 1.000석 규모로 시사를 개최해 큰 화제성을 입증했다. 또한 상영 전 진행된 마술쇼는 어린이들의 주목도를 높인 후 ‘포돌이’와 경찰 홍보단이 직접 열연한 ‘아동성폭력 범죄예방교육’ 상황극을 통해 어린이들에게 보다 친근한 교육을 실시하였다.
뿐만 아니라 전국 각 지역의 어린이들에게 배포되는 경기지방경찰청 안전예방교육 홍보물이 뛰뛰빵빵 구조대를 활용한 만화로 제작된 만큼 다소 거부감이 있거나 어려웠을 교육을 뛰뛰빵빵 구조대를 통해 쉽게 접근할 수 있게 되어, 어린이들의 이해력을 돕는 데 큰 역할을 해냈다.

## 성우진
- 양정화 - 뛰뛰 역
- 안영미 - 팡팡 역
- 홍범기 - 키리 역
- 이용신 - 쉬퐁 역
- 신용우 - 톡톡 역
- 김서영 - 둥둥 역
- 시영준 - 아트만 역